# The Fever
The Fever este episodul 16 al serialului american Zona crepusculară. A fost difuzat pe 29 ianuarie 1960 pe CBS.

## Intriga
Franklin Gibbs și soția sa, Flora, merg împreună în Las Vegas după ce aceasta a câștigat un concurs de sloganuri. Soțul său detestă jocurile de noroc, dar Flora este încântată de vacanța obținută. Într-un cazinou, aceasta introduce o monedă într-un slot machine și Franklin o avertizează că își irosește banii. Flora îl convingă să-i permită să joace, din moment ce a introdus deja bani, însă pierde. Fericit că vorbele sale s-au adeverit, acesta o imploră să revină în camera de hotel, deoarece urmează cina. În timp ce părăsesc sala de jocuri, Franklin primește o monedă de la un bărbat beat, care îl forțează să o folosească la un aparat. Acesta câștigă și îi spune soției sale că ar trebui să păstreze câștigurile, nu să le irosească la fel ca ceilalți jucători.
După ce părăsesc sala, Franklin are impresia că aude aparatul strigându-i numele. Continuă să audă această chemare inclusiv în timp ce încearcă să adoarmă. Se ridică din pat, spunându-i soției sale că nu poate păstra banii „pătați” și că se va descotorosi de ei. Mai târziu, Flora revine în cazinou și îl descoperă pe Franklin captivat de jocurile de noroc. Devenit dependent de aparat, Franklin încasează numeroase cecuri și atrage mulțimi de oameni care îl urmăresc cum joacă la aparat. Când Flora încearcă să-l convingă să înceteze, acesta declară că a pierdut atât de mult încât trebuie neapărat să recâștige o parte din ei. Se înfurie când îi cere să se oprească și susține că mașina este „inumană”, că „te tachinează, te absoarbe”.
Când Franklin își pune ultimul dolar în aparat, acesta se defectează. În următorul moment, își pierde cumpătul, răstoarnă aparatul și este evacuat din cazinou. Mai târziu, în timp ce stă în pat, îi spune Florei că era pe cale să câștige, dar aparatul s-a defectat intenționat pentru a-l împiedica să-și obțină câștigurile. Începe să audă din nou cum aparatul îi strigă numele. Apoi, spre groaza sa, vede o slot machine pe holul hotelului care se îndreaptă spre camera lor. În tot acest timp, Flora susține că nu vede niciun aparat. Aparatul îl urmărește până lângă fereastră, repetându-i numele întruna. Franklin se prăbușește de la etaj și moare. Polițiștii stau lângă cadavrul său, notându-și declarația soției care menționează că soțul său era treaz de 24 de ore.  Administratorul cazinoului susține că „a văzut mulți devenind dependenți de aparate, dar niciunul ca el”. În ultima scenă, ultimul dolar al lui Franklin se rostogolește până lângă mâna sa. Camera se întoarce și ni se prezintă aparatul „zâmbind”.